# کارین انکه
کارین انکه ورزشکار زن رشتهٔ اسکیت سرعتی اهل کشور آلمان شرقی است. وی در بین سال‌های ‎۱۹۸۰ تا ۱۹۸۸ میلادی در مسابقات بازی‌های المپیک زمستانی در مجموع ۸ مدال، شامل ۳ مدال طلا و ۴ نقره و ۱ برنز را کسب کرد.